# Germanium(IV)-fluorid
Germanium(IV)-fluorid (GeF4) ist eine anorganische chemische Verbindung aus der Gruppe der Germaniumverbindungen und Fluoride.

## Gewinnung und Darstellung
Germanium(IV)-fluorid lässt sich durch Reaktion von Germanium mit Fluor oder Fluorwasserstoff darstellen.
{\displaystyle \mathrm {Ge+2\ F_{2}\longrightarrow GeF_{4}} }
Es entsteht auch bei der thermischen Zersetzung (700 °C) des Komplexsalzes Ba[GeF6], das durch Fällung einer Lösung von Germanium(IV)-oxid in Flusssäure mit Bariumchlorid gewonnen werden kann.
{\displaystyle {\ce {GeO2 + 6 HF -> H2GeF6 + 2 H2O}}}
{\displaystyle {\ce {H2GeF6 + BaCl2 -> BaGeF6 + 2 HCl}}}
{\displaystyle {\ce {BaGeF6 ->GeF4 + BaF2}}}

## Eigenschaften
Germanium(IV)-fluorid ist ein nicht brennbares, an Luft stark rauchendes Gas mit knoblauchartigem Geruch. Es bildet mit Wasser ätzende Säuren (Hydrolyse zu GeO2 und H2GeF6) und kann mit diesen heftig reagieren. Oberhalb von 1000 °C zersetzt es sich an feuchter Luft, wobei Fluorwasserstoff, Fluor und Germanium(IV)-oxid entstehen. Aus wässrigen Lösungen kristallisiert es als Trihydrat aus.

## Verwendung
Germanium(IV)-fluorid wird in Kombination mit Disilan zur Herstellung von Siliciumgermanium-Kristallen verwendet.